# 三郎丸蒸留所
三郎丸蒸留所（さぶろうまるじょうりゅうじょ、英語: Saburomaru Distillery）は、富山県砺波市三郎丸にあるジャパニーズ・ウイスキーの蒸留所。北陸最古の歴史を持つウイスキー蒸留施設で、創業当時から一貫してピーテッド麦芽によるウイスキーづくりを続けてきたほか、世界初の鋳造製ポットスチル「ZEMON」を実用化したことで知られる。

## 歴史

### 創業期

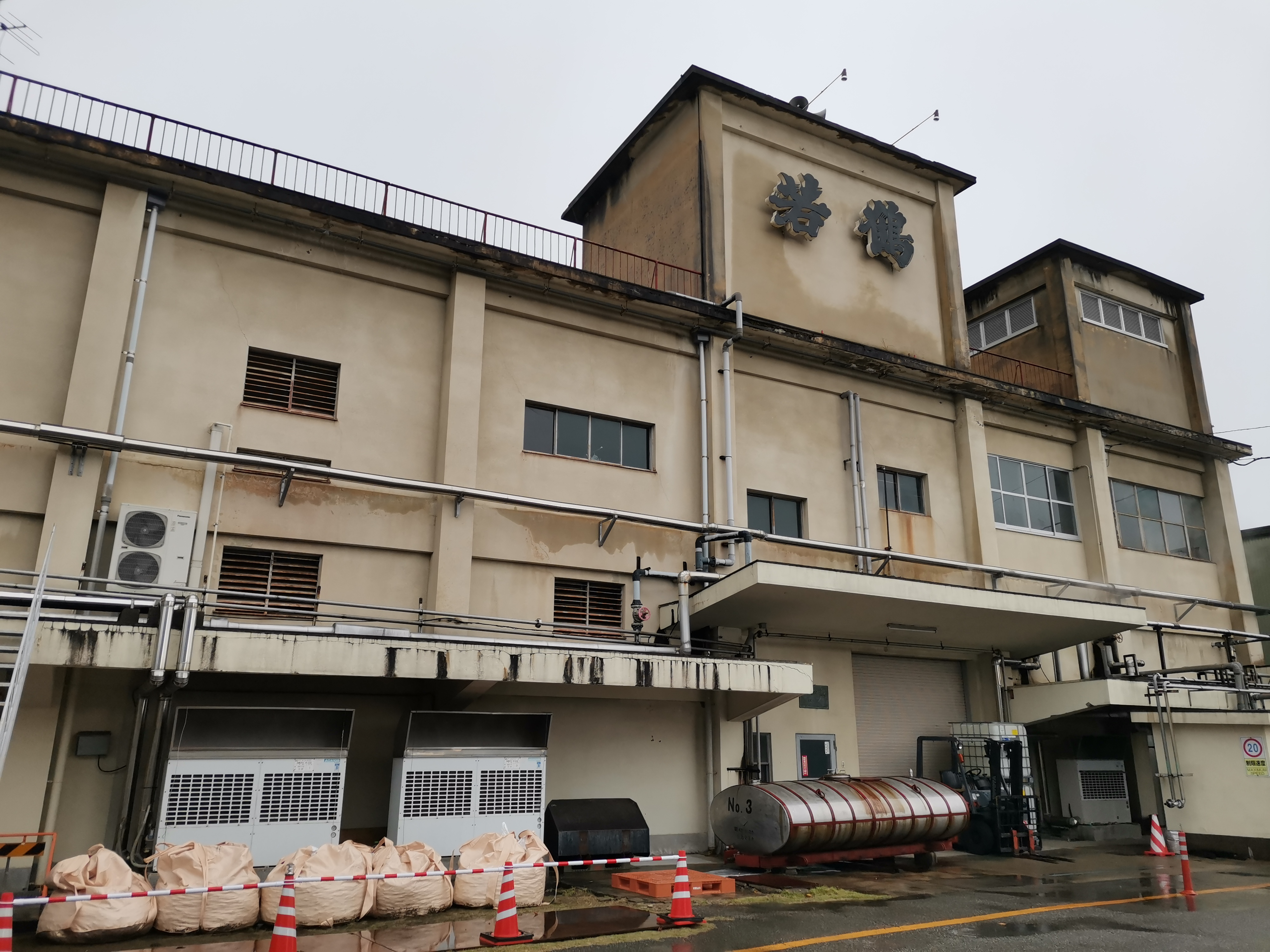
若鶴酒造の昭和蔵

三郎丸蒸留所は1952年にウイスキーの製造免許を取得した。ウイスキーづくりを始めたのは若鶴酒造の2代目社長・稲垣小太郎である。若鶴酒造はもともと日本酒の酒蔵であったが、第二次世界大戦後の米不足のなかで米以外の原料による酒造りを模索するため、1947年9月に若鶴発酵研究所を創設、1950年には雑酒の製造免許を取得した。1952年には雑種からウイスキーの免許が分離されたためウイスキーの製造免許を取得し、若鶴酒造は1953年に「サンシャインウイスキー」を発売した。同年5月11日に火災が発生し工場およそ1000坪が消失したが、翌1954年11月5日 にはフランス製のアロスパス式蒸留器（当時日本で5社しか導入していなかった）を導入して蒸留所を再建。、ウイスキーの製造を再開した。しかしサンシャインウイスキーの売上は決して芳しいものではなく、1960年代前半頃は1年で一升瓶わずか140本分ほど、日本のウイスキー消費の最盛期であり「地ウイスキー」ブームが起こっていた1983年頃であっても1年で3000本ほどしか売れなかった。「ウイスキー・ライジング」著者のステファン・ヴァン・エイケンは当時のサンシャインウイスキーの味わいを「鼻が曲がるほど荒々しかった」と評している。また、酒育の会代表の谷嶋元宏は1994年蒸留で20年超熟成した原酒の味わいを「樽感や酒質のまろやかさはあるのですが、溶剤っぽさというか、ピートとは違う焦げ感、独特のフレーバーがありますね」と述べ、その原因は当時の三郎丸のポットスチルがステンレス製であったためだろうと推測している。LIQULライターのくりりんはリニューアル前の三郎丸の世間的な評価について「控えめに言っても評価されていませんでした。一部では酷評されていたと言っても過言ではありません」と評している。三郎丸蒸留所マネージャーの稲垣貴彦はリニューアル前の原酒について「ネガティブな部分を除くと、ピートフレーバーと重みのある酒質が特徴的」と述べている。

### 生産中止から復活へ

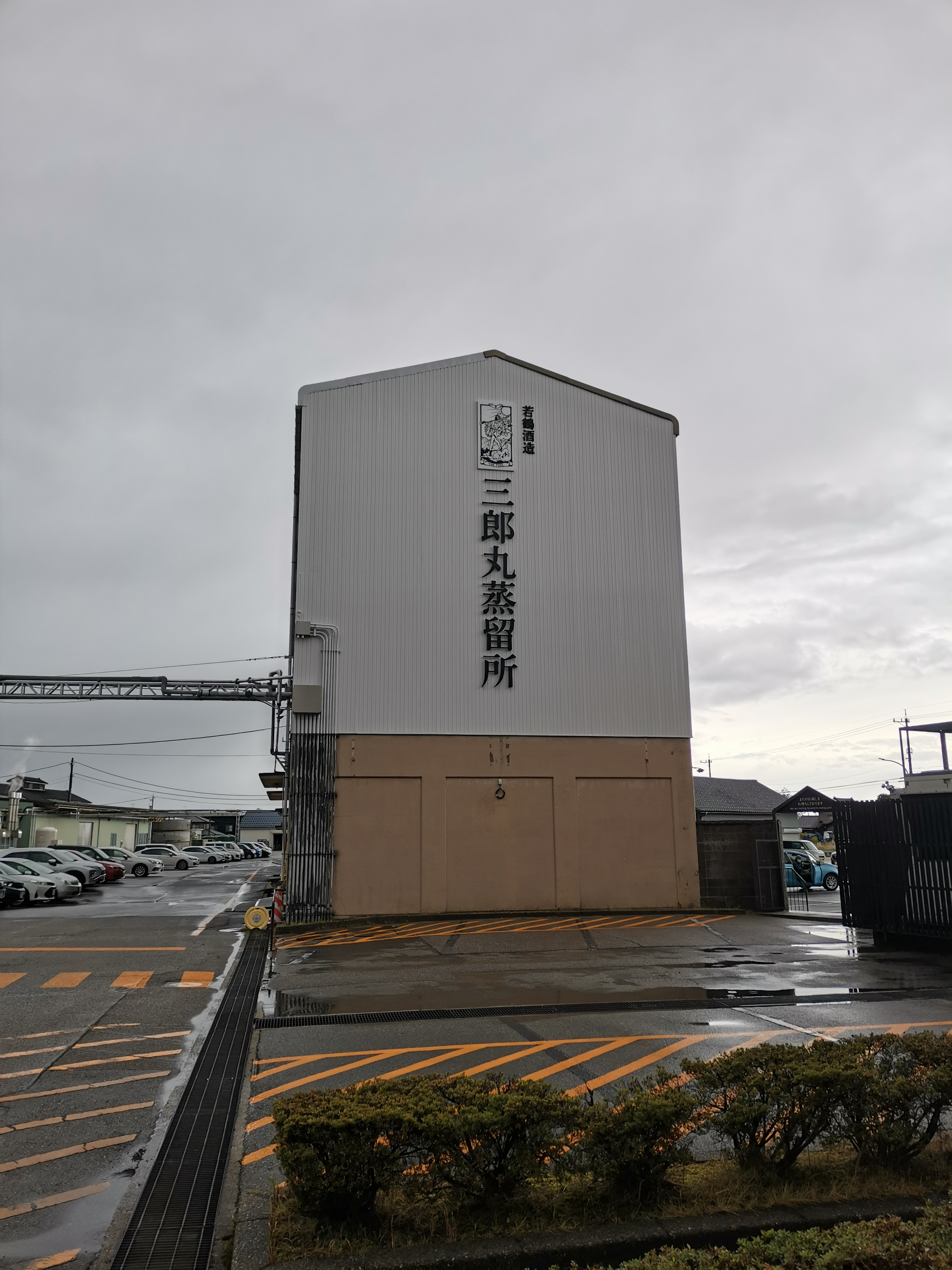
「駒田蒸留所へようこそ」に登場する看板と同じデザインで造られた看板

その後、三郎丸蒸留所でのウイスキーづくりは遅くとも2000年代のうちには中止されていたが、東京のIT企業に勤めていた5代目・稲垣貴彦が2015年に富山に戻ると、2016年にはウイスキーづくりの復活を宣言する。当時の三郎丸の生産設備はウイスキー業界の常識からかけ離れた設備で、稲垣は「なぜこの設備なのかも定かではない環境でウイスキーづくりが行われていました」と述べている。クラウドファンディングで集めた3800万円の資金で生産設備を刷新し、翌2017年の7月にウイスキーづくりを再開した。3800万円のうち75%は地元からの支援であった。同時期には蒸留所内も開放された。このときは築90年と老朽化していた建物のほか、ステンレス製ポットスチル上部の素材を銅に取り替えるなどの改修を行った。それ以降も生産設備を順次改修していき、2018年にはマッシュタン（糖化槽）を交換、2019年には鋳銅製ポットスチル「ZEMON」（ゼモン）を導入し熟成庫1棟を増設、2020年には木製のウォッシュバック（発酵槽）を導入した。また、同2020年からはアイラ島産のピートを使った麦芽を使用し始めている。
2020年11月には改修後の原酒を使ったはじめてのシングルモルトウイスキー「三郎丸0 THE FOOL」を発売した。ラベルには大アルカナの愚者があしらわれており、「ゼロからの出発を図った」という意味が込められている。また、2023年11月18日公開のアニメ映画『駒田蒸留所へようこそ』では三郎丸蒸留所が舞台のモデルのひとつとなっており、作品のウイスキー設定監修を稲垣貴彦が務めている。

## 製造

### 麦芽
三郎丸では一度の仕込みで1トンの麦芽を使用する。創業当時からピーテッド麦芽を使用しており、2020年からはアイラ島産のピートを使った麦芽と富山県産ノンピート麦芽を混ぜて使用している。また、黒部市の宇奈月ビールの設備を使用したモルティングといった試みも行っている。麦芽を粉砕するモルトミルはアランラドック社製のものであり、2017年の改修で新しく導入されたものである。

### 仕込み・発酵
仕込み水は庄川の地下水であり、硬度は60mg/Lの中硬水である。
マッシュタン（糖化槽）は2018年に更新されるまでは自社製のもの（容量5,000リットル）を使っていたが、これはウイスキーづくりで一般に使われているものより縦長だったために濾過の面で難があり、最適な製造方法を取ることができない状態だった。そのため2018年に新しいものに入れ替えられた。2018年導入のマッシュタンは三宅製作所製でステンレス製のフルロイタータンであり、1度の仕込みで5,200リットルの麦汁を抽出できる。古いマッシュタンは糖化後の麦芽かすを取り出すのに3人がかりで半日かかっていたが、新しいものは機械によって20分で取り除けるという。
ウォッシュバック（発酵槽）は鉄製でホーローのコーティングを施したもの（容量7,000リットル）が3基と、ダグラスファー製（容量6,000リットル）のものが2基ずつある。発酵工程ではホーロー製ウォッシュバックで2日発酵させたのち、木製のものに移し替えてふたたび2日間熟成させている。酵母はウイスキー酵母とビール酵母を併用しているほか、培養タンクを用意して酵母の自社培養にも挑戦している。

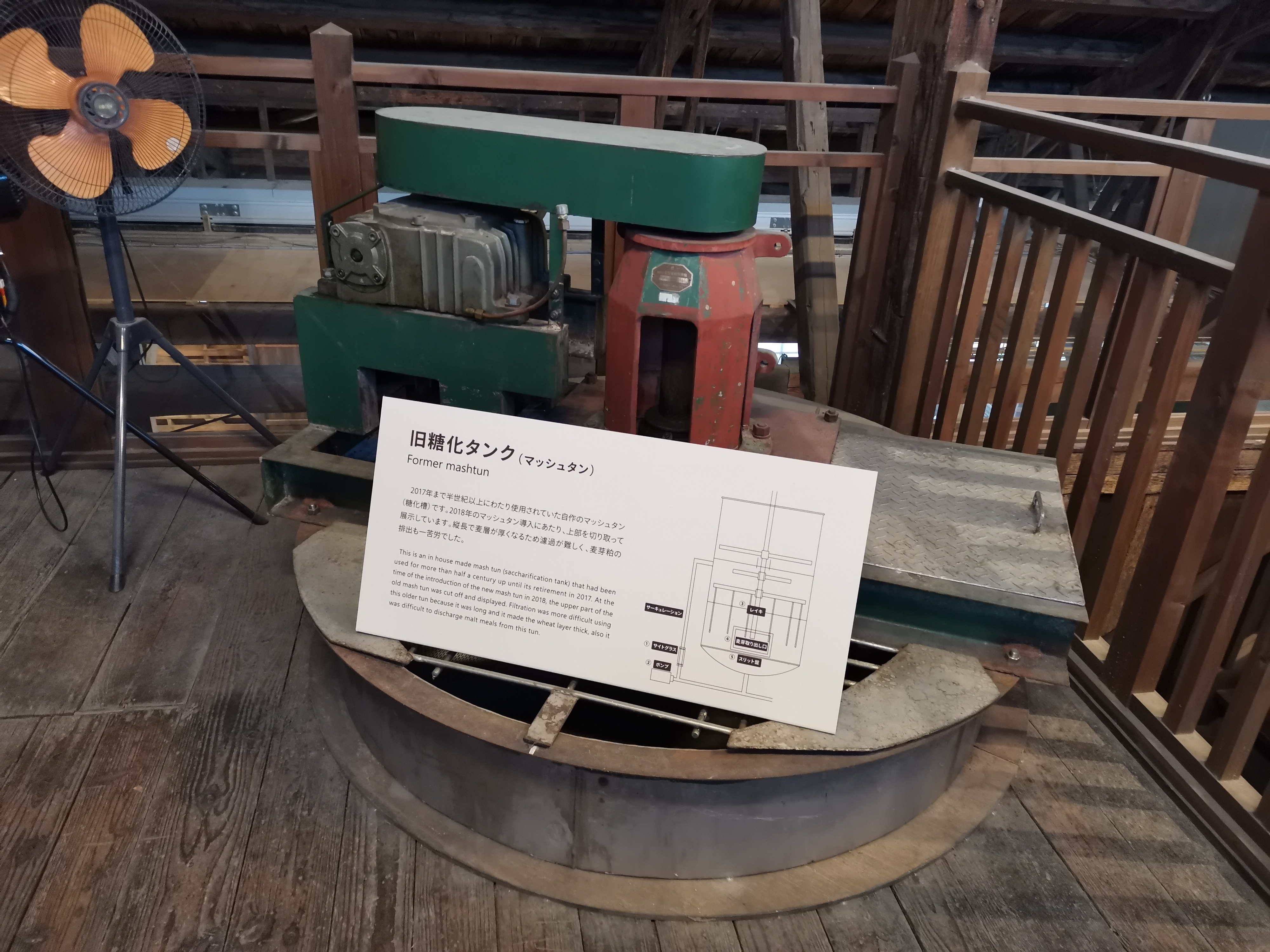
2018年まで使われていたマッシュタン
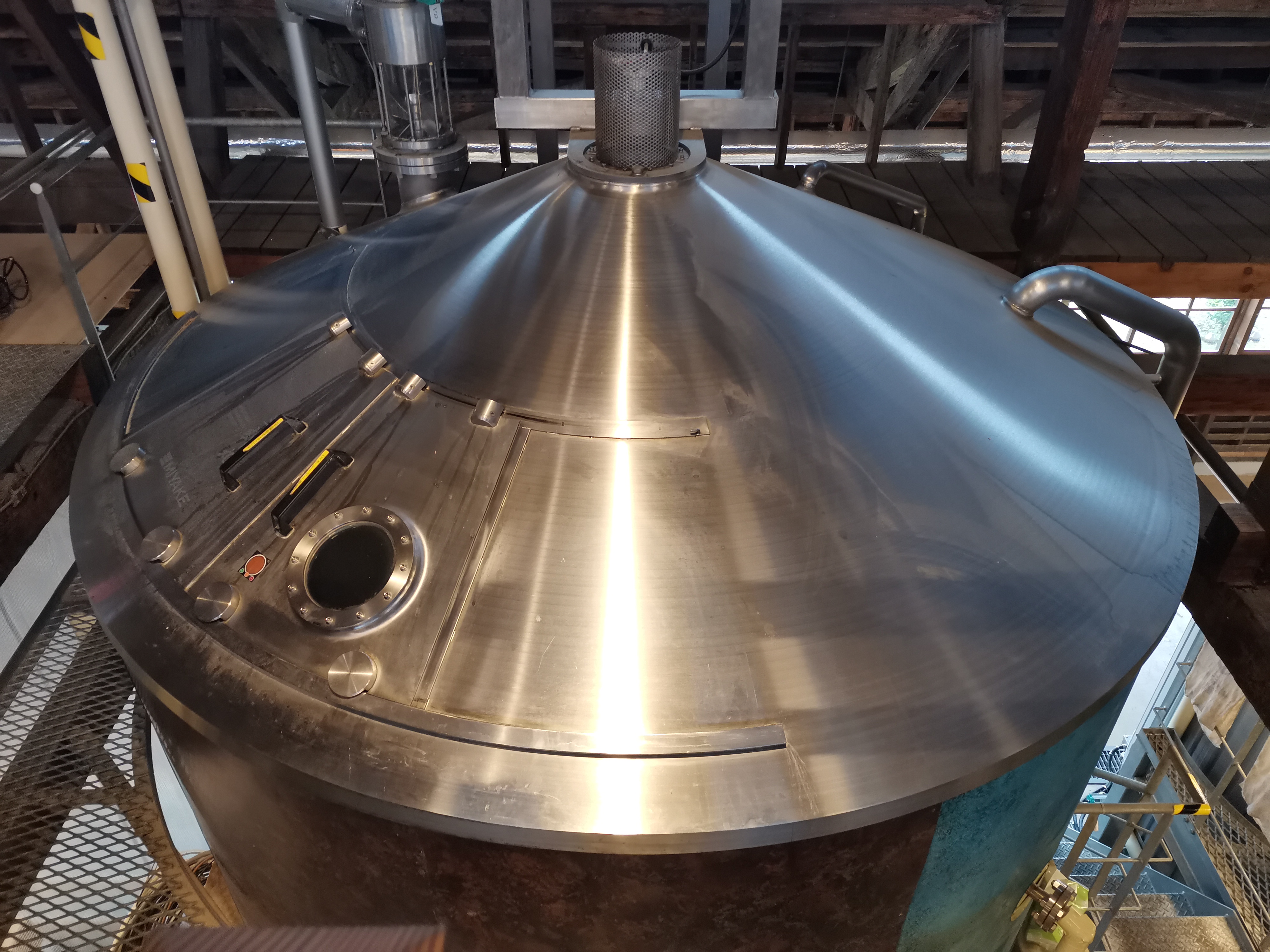
2018年に導入されたマッシュタン
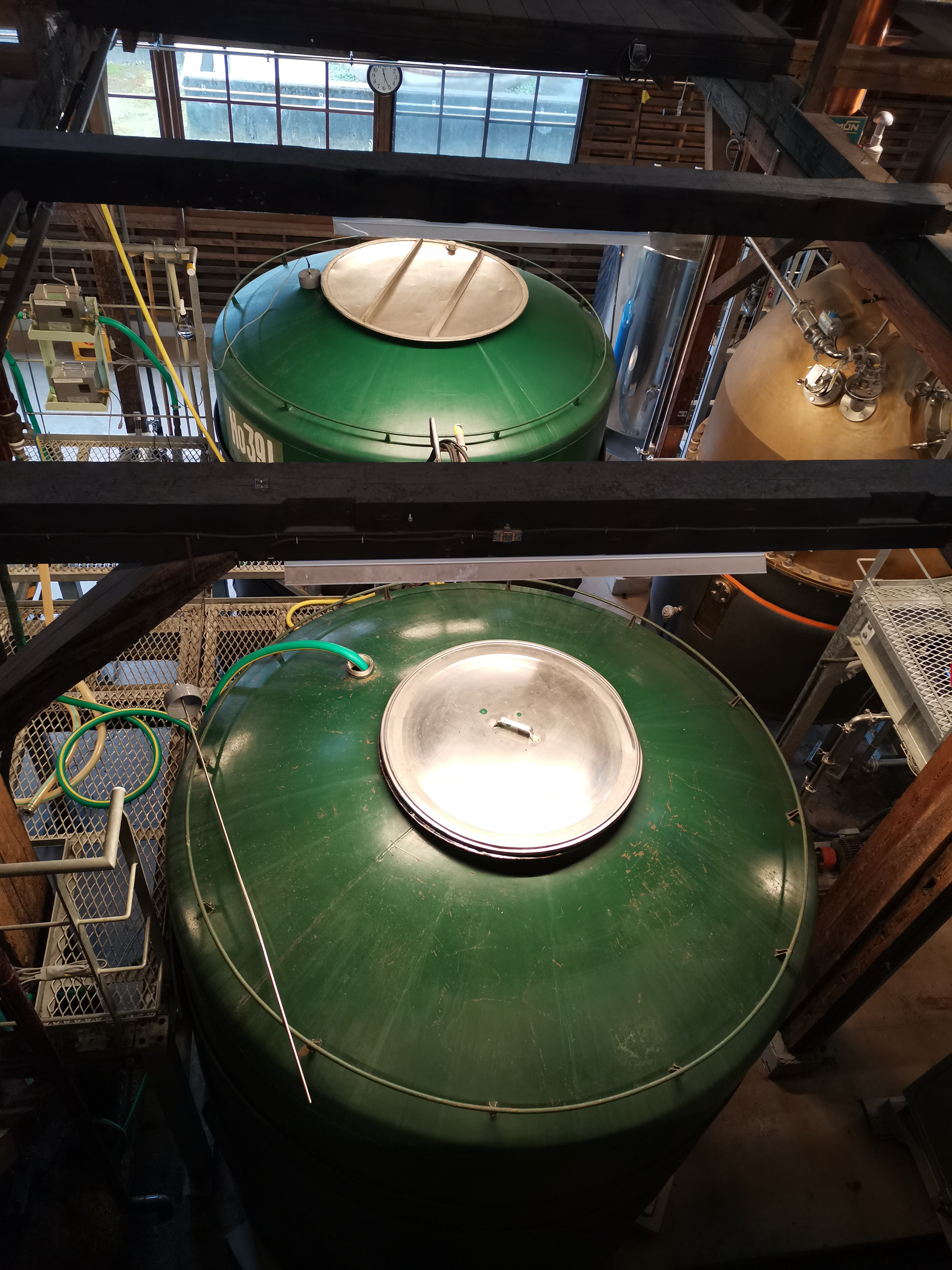
ホーロー製のウォッシュバック
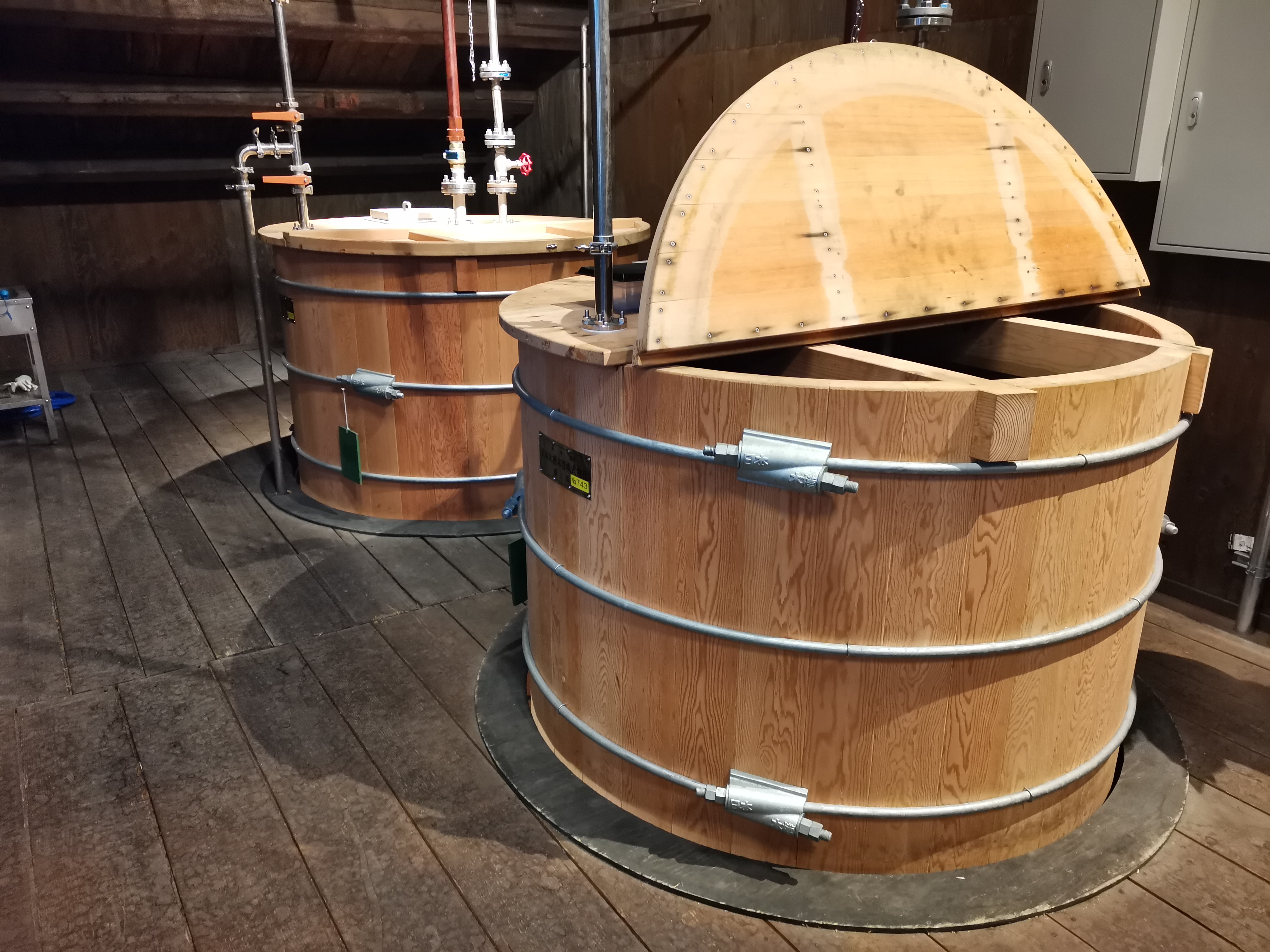
木製のウォッシュバック

### 蒸留
三郎丸には「ZEMON」（ゼモン）と呼ばれるポットスチルが2基ある。初留器は容量2,600リットルで、加熱方式は蒸気による直接・間接加熱を併用している。再留器は容量3,800リットルで、加熱方式は蒸気による間接加熱のみである。蒸留にかかる時間は初留が7時間、再留が6.5時間である。これらのスチルは2019年に富山県高岡市の梵鐘メーカー・老子製作所と共同で開発したもので、ポットスチルとしては世界初の鋳銅製である。「ZEMON」の名は老子製作所の屋号である「次右衛門」（じえもん）に由来し、世界初の鋳物スチルとして国内外からの注目を集め、日本国内のみならずイギリスでも特許を取得している。特徴としては厚みのある酒質を維持するために更新前のポットスチルと同じくラインアームを短くしており、ネックも太く短く設計している。また、銅を砂の鋳型に流し込んで成形することでスチルの内側に細かい凹凸が生まれ、表面積が増えることから銅による触媒反応が多く発生するとされている。
2019年以前の三郎丸はもともと焼酎用のステンレス製のポットスチルを使用していた。数は1基のみで、初留と再留をどちらも1基でこなしていた。2017年7月にはクラウドファンディングで集めた資金でポットスチルの改修を行っており、スチルの上部（ネックからコンデンサーにかけて）を銅に置き換えた。ポットスチル下部はステンレス製のままであったが、銅を介した触媒反応は液体の気化時に激しく発生するため、酒質の改善効果は高かったという。改修後のポットスチルの特徴としてはラインアームに見える箇所が途中からシェル&チューブの冷却器となっており、ラインアーム本体は1メートル未満と非常に短い点である。また、その先はワームタブにつながっている。

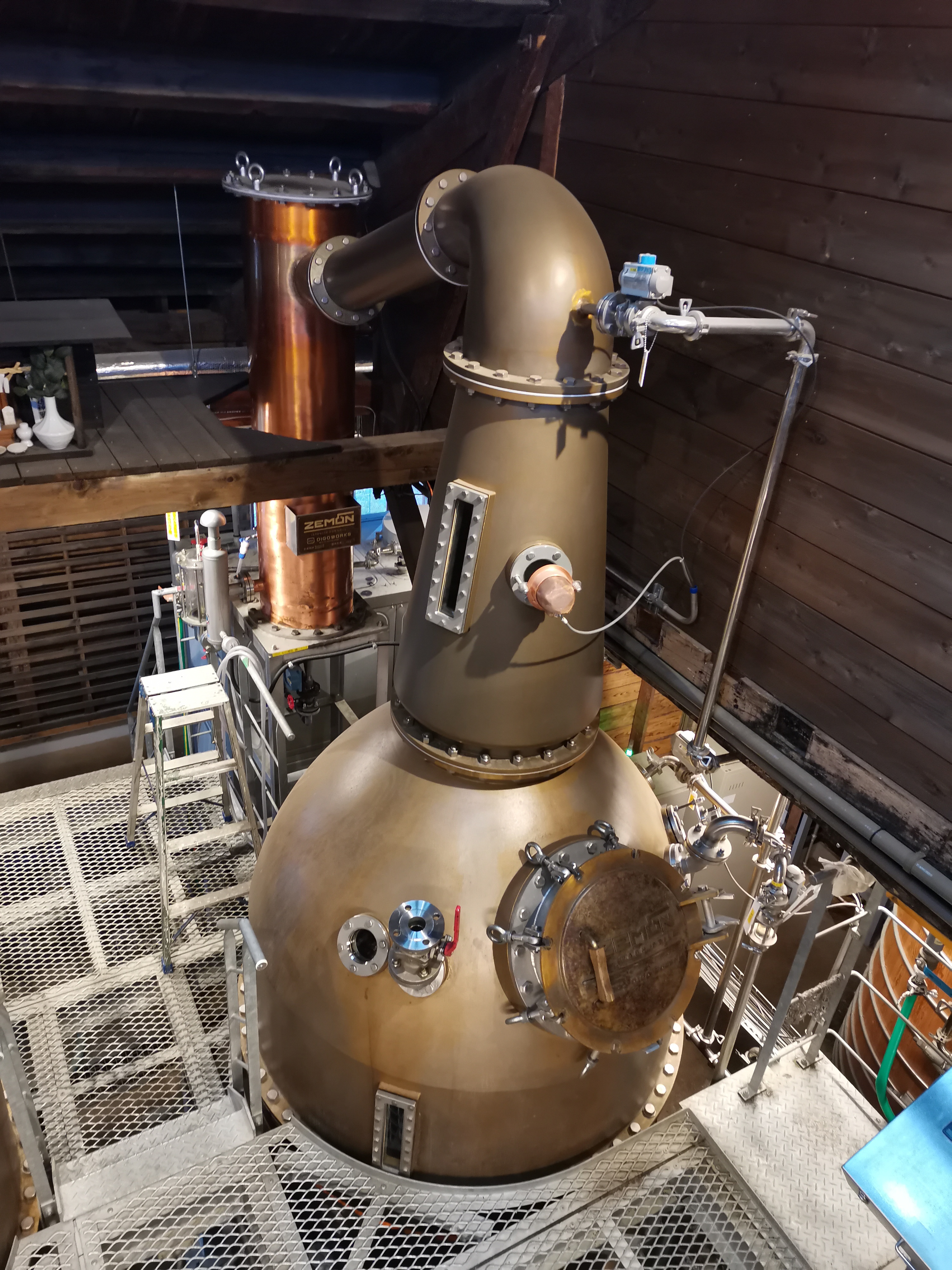
ZEMON 初留器
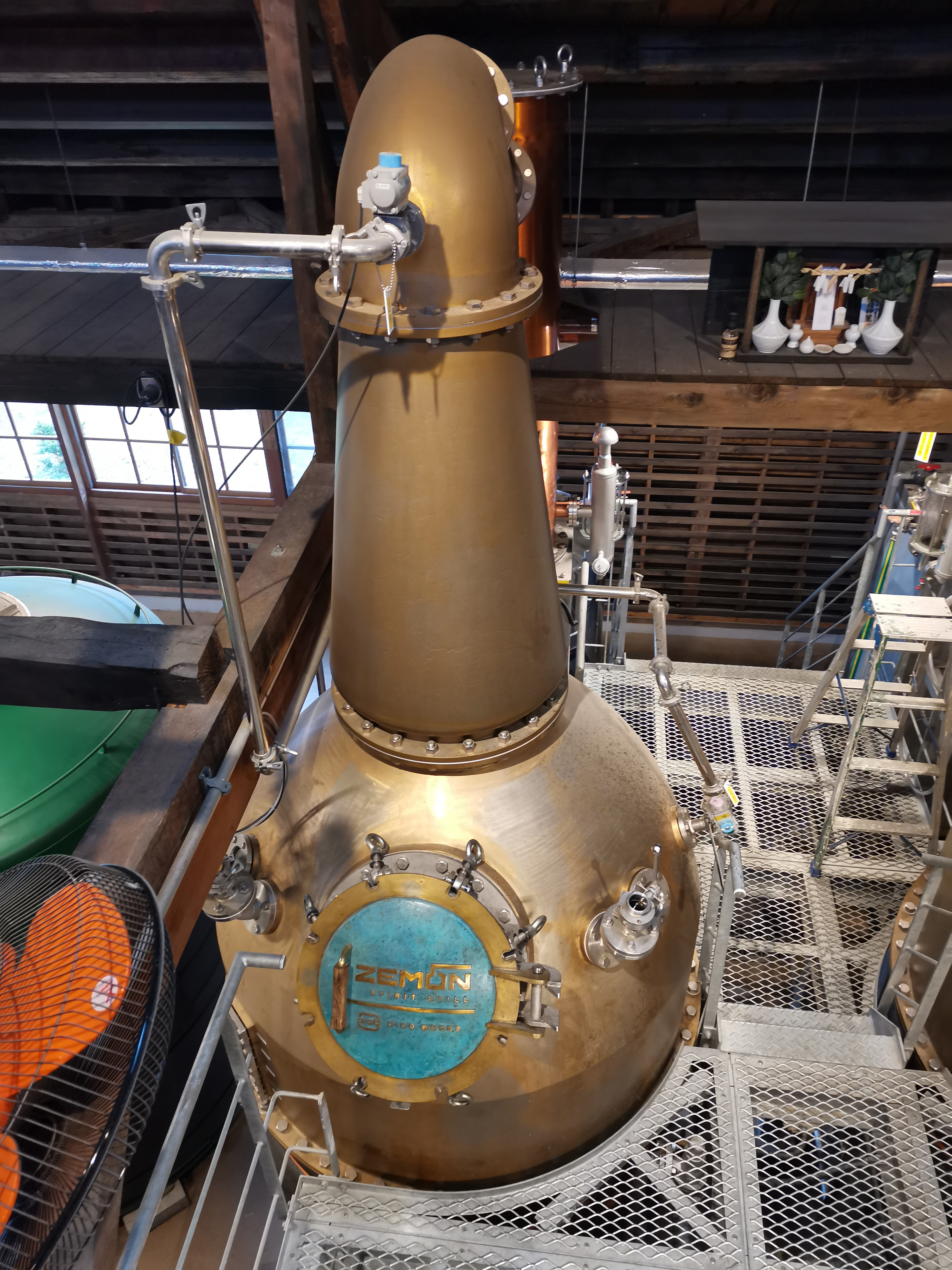
ZEMON 再留器

### 熟成
樽詰め度数は60 – 63%。熟成に使う樽はバーボン樽、シェリー樽、ワイン樽のほかに富山県産ミズナラ樽などを使う。
熟成庫はもともと蒸留所内の空きスペースや低温倉庫を活用していたが、2020年にラック式の第1貯蔵庫を建設した。また、第1貯蔵庫の屋根にはスプリンクラーがついており、水を散布できるようになっている。低温倉庫はもともと酒粕を保管していたため年中空調が入っており温度変化が少ないことから、ゆっくりと熟成が進むとされている。3つの熟成庫を合わせて最大1,500樽の熟成が可能となっており、複数の熟成環境を利用することで幅のある原酒づくりを行っている。

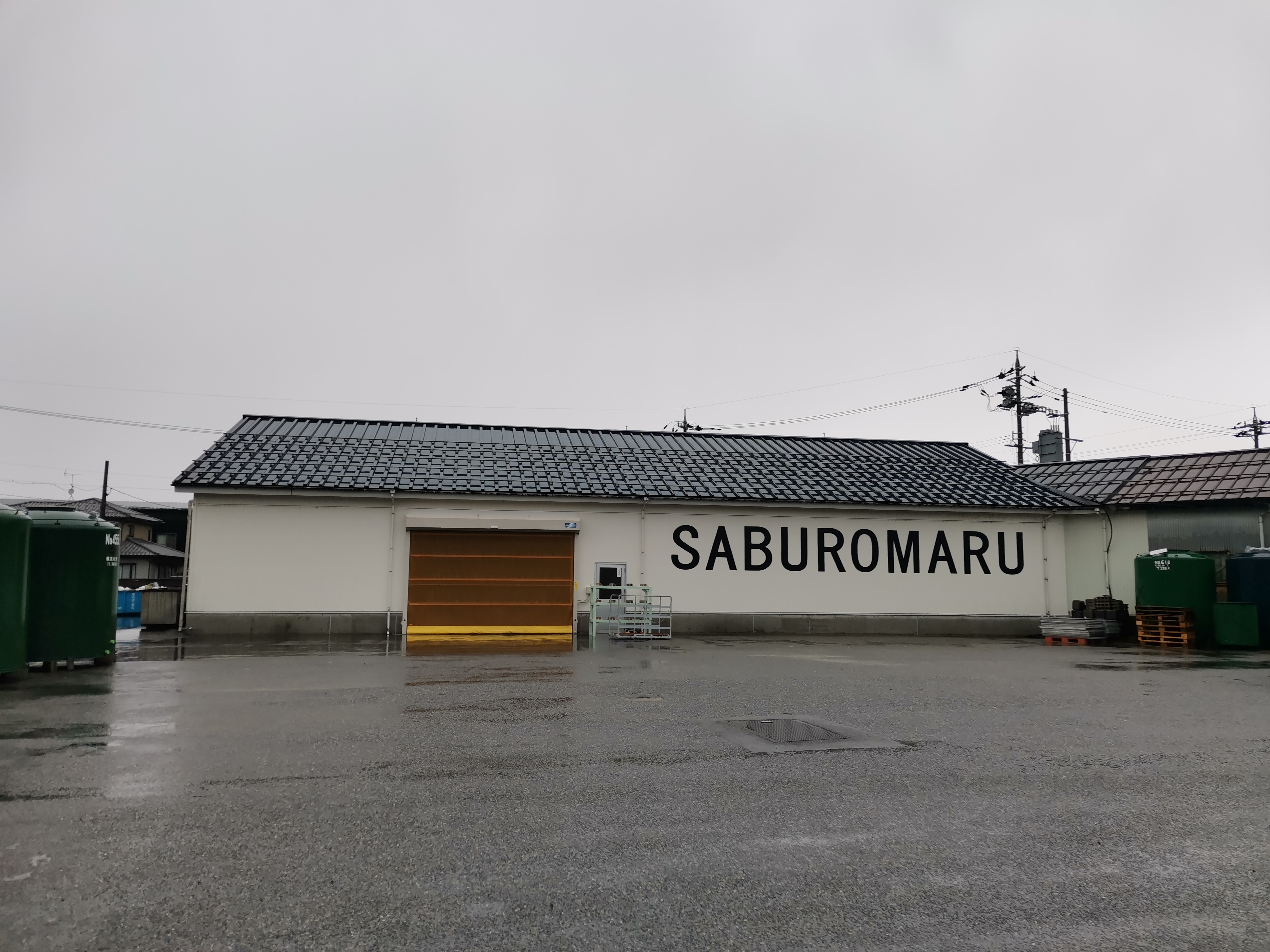
熟成庫
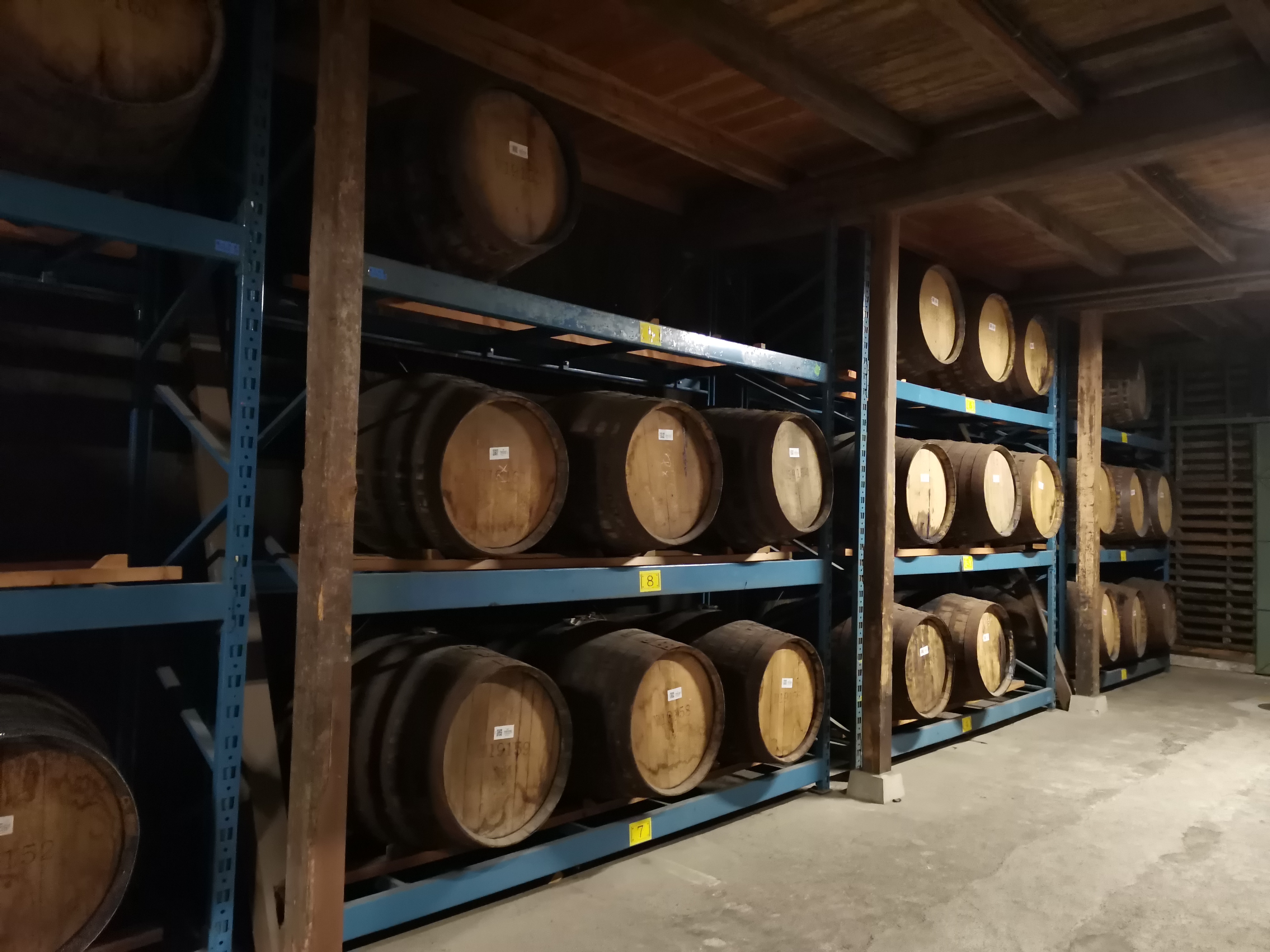
蒸留棟内にあるラック式の熟成スペース

## 製品
「サンシャインウイスキー」と「十年明Noir」をはじめとした、三郎丸原酒と輸入原酒とをブレンドしたブレンデッドウイスキーを主力製品としている。かつては「サンシャイン」の名で自社蒸留シングルモルトを販売していたこともあったが、2016年の「三郎丸1960」以降は「三郎丸」の名で販売され、2022年時点ではおおむね数量限定品としてリリースされている。

### 主な限定品

#### 三郎丸1960
三郎丸蒸留所ではじめて「三郎丸」の名を冠した製品であり、1960年5月蒸留の2016年ボトリングで55年熟成、アルコール度数は47度、カスクストレングスでのボトリングである。限定115本、価格は55万円。2018年時点ではジャパニーズウイスキーのヴィンテージとして最も古い年代の製品として知られている。蒸留器は当時使われていたアロスパス式蒸留器で、山梨県のワイナリーで使われていたワイン樽で熟成されている。

## 評価

### 風味
LIQULライターのくりりんはリニューアル後の三郎丸の酒質について「ピートフレーバーの傾向は異なるものの、オイリーでしっかりとヘビーな、まるでラガヴーリンを思わせるような酒質が印象的でした」と述べている。
2017年蒸留のバーボン樽3年熟成原酒の味わいについて、酒育の会代表の谷嶋元宏は「発酵臭のようなネガティブな部分が少なくなり、麦芽や樽由来の甘さや香ばしさ、何よりしっかりとしたピートフレーバーや重みのある酒質が感じられます」と述べており、LIQULライターのくりりんは「麦芽風味に混じる梅や柑橘を思わせる酸味もアクセントになっていると思います。また、ニューメイクでは少し野暮ったく感じたオイリーさは、樽感と混じって丁度いい塩梅になってきています」と述べている。三郎丸蒸留所マネージャーの稲垣貴彦は三郎丸の酒質を「厚みのある酒質」だと述べている。

### 受賞歴
World Whisky Awards (WWA)では2023年に「THE SUN 2022」が
Best International Blended部門の金賞かつカテゴリウィナーを獲得している。
東京ウイスキー＆スピリッツコンペティション（TWSC）では2023年に「三郎丸II The high priestess」が金賞を受賞しているほか、積極的な観光客の受け入れをしていることからツーリズム賞を受賞している。2022年には「三郎丸 ハンドフィルド 2018」が金賞を受賞しているほか、「ZEMON」の導入が評価されてイノベーション賞を受賞している。

### 登録有形文化財
- 2025年3月21日、文化審議会が当蒸留所および、若鶴酒造内にある大正蔵、昭和蔵松子庫を登録有形文化財とするよう阿部俊子文部科学大臣に答申した[5]。

## 見学
改修工事が完了した2017年以降積極的に見学を受け入れており、見学ツアーも毎日開催されている。